# Maria Birnbaum (Politikerin)
Karoline Friederike Maria Theresia Birnbaum (* 16. Oktober 1872 in Gießen; † 9. August 1959 ebenda) war eine deutsche nationalliberale Politikerin (DVP), Abgeordnete in Landtag des Volksstaates Hessen und Lehrerin.

## Leben
Maria Birnbaum wurde als Tochter des Medizinprofessors Karl Friedrich Joseph Birnbaum (1833–1894) und seiner Ehefrau Maria Theresia Pauline Margarethe geb. Groppe (1844–1910) geboren. 1888 nahm sie die Lehrerinnen-Ausbildung im katholischen Internat Marienwerth (Niederlande) auf, die sie 1891 mit Bestehen des Lehrerinnen-Examens beendete. Dann war sie als Erzieherin im Ausland tätig. Von 1899 bis 1921 war sie als Lehrerin an der Höheren Mädchenschule (heute: Ricarda-Huch-Schule) in Gießen beschäftigt.
Birnbaum war von 1921 bis 1931 drei Wahlperioden lang Landtagsabgeordnete der DVP-Fraktion. Als eine von nur zwölf Frauen im Landtag setzte sie sich für Frauenrechte und das Schulwesens ein.
Maria Birnbaum ist gemeinsam mit ihrer Schwester Clara auf dem Alten Friedhof in Gießen begraben.

## Ehrungen
In Gießen ist der Maria-Birnbaum-Weg nach ihr benannt.